# Splendore (film)
Splendore (Splendor) è un film del 1935 diretto da Elliott Nugent.
Miriam Hopkins e Joel McCrea girarono insieme cinque film: questo è il terzo dopo La ragazza più ricca del mondo del 1934 e La costa dei barbari del 1935.

## Produzione
Il film fu prodotto da Samuel Goldwyn per la sua compagnia, la Samuel Goldwyn Company.  Venne girato in California, al Big Bear Lake nella Big Bear Valley (San Bernardino National Forest) e al Lake Arrowhead, nella San Bernardino National Forest. Le riprese iniziarono all'inizio di settembre e durarono fino al 25 ottobre 1935.

## Distribuzione
Il copyright del film, richiesto dalla Samuel Goldwyn, fu registrato il 3 dicembre 1935 con il numero LP5973.
Distribuito dalla United Artists, il film fu presentato in prima a New York il 22 novembre 1935. Nel 1944, la Film Classics ne curò la riedizione.